# Clement Bischoff
Clement Mutahi Bischoff (født 16. december 2005) er en dansk professionel fodboldspiller, der spiller som venstreback eller midtbanespiller for den danske Superliga-klub Brøndby IF.

## Klubkarriere
Bischoff startede med at spille fodbold for Amager-klubben Sundby Boldklub og AC Academy (delt akademi af B1908 og Fremad Amager), før han kom til Brøndbys akademi i januar 2022. Han underskrev en to-årig kontrakt og blev en del af U17-holdet. Han forlængede sin kontrakt indtil 2024 i maj 2022.
Forud for sæsonen 2023-24 sluttede Bischoff sig til Brøndbys førstehold. Den 27. september 2023 fik Bischoff sin professionelle debut og erstattede Marko Divković som venstreback i det 68. minut af en 3-0 sejr i den danske pokalturnering over HIK. Den 9. november 2023 forlængede han sin kontrakt med klubben til 2026.
Den 21. juli 2024 scorede Bischoff sit første professionelle mål for Brøndby ude mod Viborg. Dette markerede også hans første start for klubbens førstehold. Fire dage senere fik han sin europæiske debut, idet han startede mod den kosovanske klub Llapi i en 6-0-sejr hjemme i UEFA Conference Leagues.
Bischoff fik sin U19-debut den 7. september 2023, hvor han blev skiftet ind for Noah Sahsah i en 3-1 venskabssejr over Polen U19. I den efterfølgende kamp den 10. september fik han sin første start og scorede sit debutmål for Danmark, trods deres 2-1-tab til Norge U19.

## Privatliv
Bischoffs onkel er den tidligere Brøndby-og Manchester City-spiller Mikkel Bischoff og fætter til Brøndbyspilleren Mila Bischoff.